# 魯可蒂
魯可蒂（克里斯蒂·魯·斯陶特；1974年12月7日—）是一名台裔美籍的CNN國際新聞網絡新聞主播和記者。她主持每日節目《新聞串流》（News Stream）和每個月的新聞討論節目《在中國》（On China）。

## 早年與教育
魯可蒂出生於美國賓夕法尼亞州的費城，父親為歐裔美國人，母親為出生於台灣的貴州裔外省第二代。因此，她從小是在一個半華語的家庭中成長。
魯可蒂在加利福尼亞州的庫比蒂諾成長，並畢業於聖荷西的林布魯克高中。她是林布魯克高中演講和辯論社團的創始人，另外也在青年時期擔任過模特兒。她在史丹佛大學主修新聞學，曾參與編輯《每日史丹佛》及《KZSU》。1990年代初期，她前往中华人民共和国清華大學學習標準漢語；在此期間，她曾在《南華早報》兼職，也曾於搜狐工作。1996年，她成為《連線》雜誌的實習編輯。1997年，她取得史丹佛大學的媒體研究碩士學位。

## 職業生涯
2000年，一名資深的CNN製作人在聽了由她在香港外國記者會所發表的關於中华人民共和国互联网的演講之後，邀請她成為電視台和網絡公司的記者。從2001年開始，魯可蒂負責主持《世界報導》，此節目讓她贏得了2006年亞洲電視大獎的最佳新聞主持人或主播獎。她偶爾也會負責主持《Talk Asia》節目。此外，她也先後主持過《Spark》和《Global Office》等節目。2016年1月16日，她是蔡英文總統大選勝選國際記者會的首位提問記者。

## 私人生活
魯可蒂的先生是華裔的馬來西亞律師Seung Chong。目前，魯可蒂和女兒阿拉貝拉（Arabella）一同居住於香港。

## 外部連結
- 魯可蒂的X（前Twitter）
- CNN魯可蒂個人頁面 （页面存档备份，存于）
- 魯可蒂在互联网电影资料库（IMDb）上的資料（英文）